# Redgranite
Redgranite est un village du comté de Waushara, dans l'État du Wisconsin, aux États-Unis. En 2020, il comptait une population de 2 061 habitants.